# Puerta nanoscópica supramolecular
Una puerta nanoscópica supramolecular es un sistema nanoscópico que contiene un sistema molecular que cambia de una configuración a otra mediante estímulos externos.
A diferencia de lo que ocurre con otros sistemas heterosupramoleculares (aquellos en los que las moléculas funcionales están enlazadas a estructuras sólidas preorganizadas, que normalmente son superficies lisas), en las puertas supramoleculares las moléculas están ancladas sobre sólidos porosos con una superficie de organización compleja en el espacio. 
Estructuralmente, estas puertas poseen un soporte sólido 

## Fuente
- Martínez Máñez, Ramón, María D. Marcos, Juan Soto y Félix Sancenón, "Puertas nanoscópicas supramoleculares", Investigación y Ciencia, 390, marzo de 2009, págs. 11-12.

- Datos: Q6091899